# Дуброва (Полтавская область)
Дуброва (укр. Діброва, до 2016 г. — Чапаевка) — село, Чапаевский сельский совет, Диканьский район, Полтавская область, Украина.
Код КОАТУУ — 5321085801. Население по переписи 2001 года составляло 650 человек.
Является административным центром Чапаевского сельского совета, в который, кроме того, входят сёла Дьячково, Кокозовка и Межгорье.

## Географическое положение
Село Дуброва находится на левом берегу реки Великая Говтва, выше по течению примыкает село Дейнековка, ниже по течению на расстоянии в 1 км расположено село Дьячково, на противоположном берегу — село Кокозовка.
Рядом проходит автомобильная дорога Т-1721.

## История
- 1931 — дата основания как посёлок Совхоз Чапаева.
- 1976 — переименовано в посёлок Чапаевка.
- 2008 — изменение статуса с посёлка на село.
- 2016 — переименовано в село Дуброва[3].

## Экономика
- ЧАФ «Чапаева».
- ООО Агрофирма «Гоголево».

## Объекты социальной сферы
- Школа.